# Huntley Spaulding
Huntley Nowel Spaulding, född 30 oktober 1869 i Townsend i Massachusetts, död 14 november 1955 i Rochester i New Hampshire, var en amerikansk politiker (republikan). Han var New Hampshires guvernör 1927–1929. Han var bror till Rolland H. Spaulding som var guvernör där 1915–1917.
Spaulding efterträdde 1927 John Gilbert Winant som guvernör och efterträddes 1929 av Charles W. Tobey.